# Schietsport op de Olympische Zomerspelen 2016 – Skeet vrouwen
De skeet voor de vrouwen op de Olympische Zomerspelen 2016 vond plaats op vrijdag 12 augustus 2016. Regerend olympisch kampioene was Kim Rhode uit de Verenigde Staten, die haar titel in Rio de Janeiro verdedigde. De wedstrijd bestond uit drie rondes, een kwalificatieronde, een halve finale en de finale. Bij de kwalificaties schoot elke deelneemster op driemaal 25 doelwitten. De beste zes deelneemsters kwalificeerden zich voor de halve finale, waarin werd bepaald wie opging voor de gouden en de bronzen finales.

## Uitslagen

### Kwalificatieronde
| rang | naam                   | land             | 1  | 2  | 3  | totaal |      |
| ---- | ---------------------- | ---------------- | -- | -- | -- | ------ | ---- |
| 1    | Wei Meng               | China            | 23 | 25 | 25 | 73     | Q OR |
| 2    | Kim Rhode              | Verenigde Staten | 23 | 25 | 24 | 72     | Q    |
| 3    | Diana Bacosi           | Italië           | 25 | 23 | 24 | 72     | Q    |
| 4    | Chiara Cainero         | Italië           | 24 | 22 | 24 | 70     | Q    |
| 5    | Amber Hill             | Groot-Brittannië | 23 | 24 | 23 | 70     | Q    |
| 6    | Morgan Craft           | Verenigde Staten | 24 | 24 | 21 | 69     | Q    |
| 7    | Albina Sjikarova       | Rusland          | 21 | 23 | 25 | 69     | TB   |
| 8    | Melisa Gil             | Argentinië       | 23 | 21 | 25 | 69     | TB   |
| 9    | Wei Ning               | China            | 24 | 20 | 24 | 68     |      |
| 10   | Sutiya Jiewchaloemmit  | Thailand         | 23 | 22 | 23 | 68     |      |
| 11   | Christine Wenzel       | Duitsland        | 22 | 24 | 22 | 68     |      |
| 12   | Aleksandra Jarmolińska | Polen            | 23 | 23 | 22 | 68     |      |
| 13   | Chloe Tipple           | Nieuw-Zeeland    | 21 | 23 | 23 | 67     |      |
| 14   | Elena Allen            | Groot-Brittannië | 23 | 18 | 23 | 64     |      |
| 15   | Andri Eleftheriou      | Cyprus           | 21 | 21 | 22 | 64     |      |
| 16   | Danka Barteková        | Slowakije        | 22 | 20 | 22 | 64     |      |
| 17   | Aislin Jones           | Australië        | 21 | 20 | 22 | 63     |      |
| 18   | Naoko Ishihara         | Japan            | 18 | 20 | 24 | 62     |      |
| 19   | Francisca Crovetto     | Chili            | 21 | 22 | 19 | 62     |      |
| 20   | Libuše Jahodová        | Tsjechië         | 18 | 29 | 21 | 58     |      |
| 21   | Daniela Carraro        | Brazilië         | 19 | 19 | 20 | 58     |      |

### Halve finale
| rang | naam           | land             | totaal | tiebreak |    |
| ---- | -------------- | ---------------- | ------ | -------- | -- |
| 1    | Chiara Cainero | Italië           | 16     |          | QG |
| 2    | Diana Bacosi   | Italië           | 15     |          | QG |
| 3    | Wei Meng       | China            | 14     | +4       | QB |
| 4    | Kim Rhode      | Verenigde Staten | 14     | +4       | QB |
| 5    | Morgan Craft   | Verenigde Staten | 14     | +3       |    |
| 6    | Amber Hill     | Groot-Brittannië | 13     |          |    |

### Finales
| rang   | naam           | land             | totaal | tiebreak |
| ------ | -------------- | ---------------- | ------ | -------- |
| Goud   | Diana Bacosi   | Italië           | 15     |          |
| Zilver | Chiara Cainero | Italië           | 14     |          |
| Brons  | Kim Rhode      | Verenigde Staten | 15     | +7       |
| 4      | Wei Meng       | China            | 15     | +6       |